# San Biase
San Biase è un comune italiano di 124 abitanti della provincia di Campobasso, in Molise.

## Storia
Il centro è più recente di fondazione rispetto agli altri borghi del Molise. Fu fondato circa nel XV secolo. Dipendeva dalla diocesi di Trivento, poi di Larino. Probabilmente, però, fu abitato dai Sanniti pentri, alla luce del ritrovamento dei resti di un cavaliere sannita, il cosiddetto "Cavaliere di San Biase". Si tratta, ad oggi, del più grande gruppo scultoreo equestre mai ritrovato in ambito italico e ad esso è dedicato un documentario scritto e diretto da Andrea Ortis e cofinanziato dalla Regione Molise.

### Simboli
Lo stemma e il gonfalone sono stati concessi con decreto del presidente della Repubblica del 15 ottobre 1976.
Lo stemma è di rosso, al san Biagio di carnagione, mitrato e nimbato d'oro, vestito con la tunica di argento, ammantato di rosso, tenente nella destra un pettine per la lana e nella sinistra un bastone pastorale. Il gonfalone è un drappo troncato di rosso e di bianco.

## Monumenti e luoghi d'interesse

### Chiesa di Santa Maria dell'Acquabona
La chiesa è sorta nel XV secolo, e ha come patrono san Biagio. Vi si svolge il rito dell'unzione della gola il 3 febbraio.
La chiesa barocca ha elementi medievali per la facciata e il campanile: il portale in pietra è ad arco a tutto sesto, mentre il campanile è in muratura a blocchi con arcate gotiche.
La parte interna barocca ha navata unica. Sulla destra vi è una teca con le reliquie di Santa Pia martire e vergine, mentre presso l'altare vi è un trittico di statue dedicate a Cristo,  alla Madonna e a San Biagio.
I resti della Santa furono acquistati dalle Catacombe di Santa Priscilla con l'autorizzazione pontificia.

### Palazzo nobile Antonino
Il palazzo sorse nel XV secolo e fu trasformato attorno al 1660. È una struttura compatta a due livelli (quello di base è in bugnato), con ordine di finestre rettangolari.
N.B. Questa informazione non ha nessun riscontro storico.

## Società

### Tradizioni e folclore
Le manifestazioni più importanti sono la festa del Santo Patrono, San Biagio: il 3 febbraio, caratterizzata dal cosiddetto "rito del pane e del vino", in cui si incontrano sacro e profano: la mattina i bambini e ragazzi del paese distribuiscono le tradizionali pagnotte benedette, e si svolge la tradizionale messa con il rito dell'unziome della gola, mentre sia la sera precedente che il giorno stesso della festa patronale si svolge il tradizionale gioco della morra, accompagnato dal consumo di vino (spesso la Tintilia locale); seguono durante l'anno le festività dell'agosto Sanbiasese, in particolare il 14 (giornata in onore della compatrona Santa Pia), il 15 (appuntamento con il Palio degli Asini tra i quattro Rioni del Paese, disputato fino al 2013) e il 16 (serata della Sagra delle Sagne a la Z'Flmen' e degli spettacoli pirotecnici); ulteriori giornate dedicate a Santa Pia si svolgono il 12 e il 13 settembre.

### Evoluzione demografica
Abitanti censiti

San Biase è tra i comuni del Molise con il minor numero di abitanti. Al 31-12-2024 i cinque comuni del Molise meno popolati sono i seguenti:
| Pos. | Comune        | Provincia  | Abitanti | Superficie (km²) | Altitudine (m s.l.m.) |
| ---- | ------------- | ---------- | -------- | ---------------- | --------------------- |
| 1º   | Castelverrino | Isernia    | 89       | 6,15             | 600                   |
| 2º   | Provvidenti   | Campobasso | 101      | 13,97            | 570                   |
| 3º   | San Biase     | Campobasso | 124      | 11,81            | 804                   |
| 4º   | Castelpizzuto | Isernia    | 134      | 15,29            | 836                   |
| 5º   | Molise        | Campobasso | 145      | 5,21             | 868                   |

## Amministrazione
Di seguito è presentata una tabella relativa alle amministrazioni che si sono succedute in questo comune.
| Periodo        | Periodo        | Primo cittadino            | Partito                            | Carica  | Note  |
| -------------- | -------------- | -------------------------- | ---------------------------------- | ------- | ----- |
| 14 giugno 1988 | 6 maggio 1993  | Pasquale De Paola          | Democrazia Cristiana               | Sindaco | [ 8 ] |
| 19 giugno 1993 | 28 aprile 1997 | Antonio Giorgio Giagnacovo | lista civica                       | Sindaco | [ 8 ] |
| 28 aprile 1997 | 14 maggio 2001 | Antonio Giorgio Giagnacovo | Partito Popolare Italiano          | Sindaco | [ 8 ] |
| 14 maggio 2001 | 30 maggio 2006 | Achille Vittorio Porfirio  | lista civica                       | Sindaco | [ 8 ] |
| 30 maggio 2006 | 16 maggio 2011 | Isabella Di Florio         | lista civica                       | Sindaco | [ 8 ] |
| 16 maggio 2011 | 4 ottobre 2021 | Isabella Di Florio         | lista civica Campanile             | Sindaco | [ 8 ] |
| 4 ottobre 2021 | in carica      | Annamaria Boccardo         | lista civica Insieme per San Biase | Sindaco | [ 8 ] |

## Sport
La squadra di calcio a 5 del San Biase C5 disputa il campionato di Serie C2 molisano.